# Felix Francis
Felix Francis (* 1953) je britský spisovatel, mladší syn spisovatele a žokeje Dicka Francise.
Studoval fyziku a elektroniku na Londýnské univerzitě. 17 let vyučoval fyziku, působí jako ředitel přírodovědeckého ústavu v Oxfordshiru. Pracoval též jako manažer mezinárodní teambuildingové firmy.
Od roku 2006 spolupracoval se svým otcem na psaní jeho detektivních románů z dostihového prostředí, podílel se na čtyřech knihách, než Dick Francis zemřel. Felix se poté rozhodl pokračovat v rodinné tradici a v roce 2011 vydal svůj první román Hazard, rovněž dostihovou detektivku.

## Dílo
- Mrtvý dostih (Dead Heat; 2007) – jako spoluautor
- Talár a dres (Silks; 2008) – jako spoluautor
- Vyrovnaný účet (Even Money; 2009) – jako spoluautor
- Křížová palba (Crossfire; 2010) – jako spoluautor
- Hazard (Gamble; 2011)
- Spřízněni krví (Bloodline; 2012)
- Odmítnutí poslušnosti (Refusal; 2013)
- Ohrožení (Damage; 2014)
- Vyděrač (Front Runner; 2015)
- Trojkoruna (Triple Crown; 2016)
- Puls (Pulse; 2017)
- Krize (Crisis; 2018)
- Vinen, či nevinen (Guilty Not Guilty; 2019)
- Na tenkém ledě (Iced; 2021)
- Hands Down (2022)